# Протезування аортального клапана
Протезува́ння аорта́льного кла́пана (англ. Aortic valve replacement, AVR) — кардіохірургічна операція на аортальному клапані серця із заміною його на механічний або біологічний протез (штучний клапан), що направлена на відновлення функцій аортального клапана, які порушені внаслідок захворювань, вроджених вад розвитку та травм аортального клапана.